# Xperia X Performance (SoftBank)
SoftBankブランドにおけるXperia X Performance（エクスペリア エックス パフォーマンス）は、ソニーモバイルコミュニケーションズによって開発された、SoftBankの第3.9世代移動通信システム、Hybrid 4G LTE (SoftBank 4G/SoftBank 4G LTE) スマートフォンである。SoftBank スマートフォンシリーズのひとつ。OSはAndroid 6.0を搭載している。モデル番号は502SO。

## 概要
Xperia Z5の後継機種だが、従来の「Xperia Z」シリーズから「Xperia X」シリーズにブランド名を刷新。本機種はXperia X Performanceの日本国内ローカライズモデルで、Xperia Xシリーズの日本国内第1弾端末となる。
従来機種と比べてスタミナ面の強化が図られており、最大2日間の長寿命を実現している。
カメラ性能では新たに先読みオートフォーカスを搭載。被写体の動きを予測することによって正確に被写体をとらえ、ブレを軽減する事が可能となっている。さらに、フロントカメラは1320万画素にスペックアップ。セルフィーに最適な画質となっている。
また、デザイン面ではXperiaシリーズでは初となる金属素材を採用しており、WhiteとGraphite Blackはヘアライン加工、Lime GoldとRose Goldにはサンドブラスト加工がそれぞれ施されている。
なお、他の2キャリアと異なりロゴの配置はグローバル版に準ずる。
キャッチコピーは「美しさを極めたデザイン。進化した高性能カメラを搭載。」。

## その他機能
| 主な対応サービス       | 主な対応サービス                                 | 主な対応サービス             | 主な対応サービス                                   |
| ---------------------- | ------------------------------------------------ | ---------------------------- | -------------------------------------------------- |
| タッチパネル           | HD トリルミナスディスプレイ for mobile 5.0インチ | フルブラウザ                 | Hybrid 4G LTE (SoftBank 4G/SoftBank 4G LTE) /VoLTE |
| バッテリー容量 2570mAh | テザリング                                       | Wi-Fi                        | GPS                                                |
| 2300万画素カメラ       | ワンセグ／フルセグ                               | デジタルオーディオプレーヤー | おサイフケータイ／NFC                              |
| Bluetooth              | 赤外線通信                                       | 緊急速報メール               | 防水／防塵                                         |

## 歴史
- 2016年2月22日（現地時間） - スペイン・バルセロナの携帯電話展示会「MWC2016」にてソニーモバイルコミュニケーションズよりグローバルモデル発表。この時点で日本国内での販売も予告されていた[6]。
- 2016年5月11日 - ソフトバンクより公式発表。
- 2016年6月24日 - 発売開始。

## アップデート・不具合など
- 2017年1月20日 - Android 7.0メジャーアップデート配信開始（不具合発覚により、同日中に一時停止・1月27日修正版配信）[7]。

その他、小規模なアップデートは、ソフトバンク公式サイト内のソフトウェアサポート | 個人のお客様へのお知らせ | モバイル | ソフトバンクページから参照のこと。
グローバル・NTT docomo・auモデルはAndroid 8.0に対応しているが、ソフトバンクモデルは対象外となっている。